# Nukleare Reaktionsanalyse
Als Nukleare Reaktionsanalyse (Nuclear Reaction Analysis oder Kernreaktionsanalyse) wird eine Klasse von Methoden in der Physik und Materialwissenschaft bezeichnet. Sie dient der Untersuchung von Materialzusammensetzungen.

## Verfahren
Bei der NRA wird die Probe mit einem Ionenstrahl einer Energie meist im Bereich von 100 keV bis zu mehreren 10 MeV beschossen. Zur Materialanalyse werden Kernreaktionen genutzt, die durch Wechselwirkung des Teilchenstrahls mit den Probenatomen entstehen und Alpha- und/oder Gammastrahlung abgeben. Entsprechend der Reaktion hat die Strahlung jeweils  eine bestimmte scharf definierte Energie. So können die Konzentrationen einzelner Isotope der Oberflächenschicht einer Probe gemessen werden, wenn der Ionenstrahl passend zum zu detektierenden Isotop gewählt wurde.
Die Ausbeute an Strahlung hängt außer von der Isotopenkonzentration vom Wirkungsquerschnitt ab. Allgemein erhöhen höhere Strahlenergien den Wirkungsquerschnitt und damit bei gleichem Strahlstrom die Signalausbeute. Andererseits treten mit höherer Strahlenergie aber auch unerwünschte Nebenreaktionen auf, die sich störend auf die Messung auswirken können.
NRA eignet sich zur Untersuchung der Oberfläche von Proben. Die analysierbare Tiefe steigt mit der Strahlenergie und sinkt mit der Ordnungszahl der Ionen. Sie hängt auch etwas von der Probenzusammensetzung ab. In der Regel beträgt sie einige Mikrometer.
Da mit einer bestimmten Strahlenergie und Ionensorte in der Regel nur ein oder wenige Elemente gemessen werden können, sind in der Regel zusätzliche Analysen mit anderen Verfahren notwendig, um die Probe vollständig zu charakterisieren.
Das Verfahren eignet durch seine Isotopenselektivität besonders zum Nachweis von Spurenelementen, aber auch zur Analyse von Prozessen mittels bestimmter Tracerisotope. Es wird vor allem für den Nachweis leichter Elemente genutzt.

## Resonante NRA
Einen Spezialfall stellt die resonante NRA (engl. Resonant Nuclear Reaction analysis, kurz RNR Analysis) dar, auch als Nukleare Resonanz-Reaktionsanalyse bezeichnet. Bei dieser Methode benutzt man Kernresonanzen, die zu stark gesteigerten Wirkungsquerschnitten einer Reaktion in einem engen Energieintervall führen. Entsprechend dominiert im Bereich oberhalb der Resonanzenergie die Resonanz die Signalausbeute.
Da es in der Probe zu einem sukzessiven Energieverlust des Ionenstrahls kommt, nimmt der Strahl auch nur in einer bestimmten Schicht der Probe die Resonanzenergie an. Benutzt man gerade die Resonanzenergie, misst man entsprechend die Oberflächenkonzentration des Isotops. Erhöht man die Strahlenergie, muss der Strahl zunächst Energie verlieren, bevor die Resonanzenergie erreicht ist. Es werden also immer tiefere Schichten der Probe analysiert. Entsprechend erhält man ein tiefenaufgelöstes Bild der Isotopenkonzentration.